# Shun Medoruma
Shun Medoruma (japanisch 目取真 俊, Medoruma Shun; * 6. Oktober 1960, in Nakijin, Präfektur Okinawa) ist ein japanischer Schriftsteller.

## Leben
Medoruma besuchte die präfekturbetriebene Kitayama-Oberschule in Nakijin und schloss ein Studium an der juristischen Fakultät der Universität Ryūkyū ab. Er arbeitete zunächst als Fabrikarbeiter, Wächter und Nachhilfelehrer und trat dann eine Stelle als Japanischlehrer an einer präfekturbetriebenen Oberschule an, die er bis 2003 behielt.
1997 erhielt er für Suiteki (水滴, dt. Wassertropfen) sowohl den „Literaturpreis des Kunstfestivals Kyūshū“, wie auch den begehrten Akutagawa-Preis. Drei Jahre später errang er mit Mabuigumi (魂込め) abermals zwei Auszeichnungen: den Kiyama-Shōhei-Literaturpreis und den Kawabata-Yasunari-Literaturpreis. 2004 wurde der Roman Fūon (風音) nach einem von ihm selbst geschriebenen Drehbuch von Yōichi Higashi verfilmt und beim World Film Festival in Montréal mit dem Innovationspreis ausgezeichnet.
Neben seinem erzählerischen Werk veröffentlicht Medoruma auch Essays und Kritiken in der Okinawa Times und der Ryūkyū Shimpō. Thematisch befasst sich Medoruma immer wieder mit der Schlacht um Okinawa, der bis heute andauernde Stationierung amerikanischer Streitkräfte und den daraus resultierenden Problemen. In jüngster Zeit schrieb Medoruma auch über den Rechtsstreit gegen Kenzaburō Ōe und den Verlag Iwanami Shoten sowie über das Genehmigungsverfahren für japanische Schulbücher.

## Werke (Auswahl)
- 1997 Suiteki (水滴)
- 1999 Mabuigumi (魂込め)
- 2004 Fūon (風音)
- 2006 Niji no tori (虹の鳥)
- 2009 Me no oku no mori (眼の奥の森)

### Essays
- Shun Medoruma: We Cannot Allow Governor Nakaima to Falsify the History of the Battle of Okinawa. In: The Asia-Pacific Journal. Vol 10, Issue 15, No 2, 9. April 2012 (japanfocus.org – japanisch: 仲井真県当局による沖縄戦の歴史改ざんを許してはならない. Übersetzt von Rumi Sakamoto, Matthew Allen).
- Shun Medoruma: Hope. In: University of San Francisco (Hrsg.): Japan Policy Research Institute Critique. Band VI, Nr. 12, Dezember 1999 (jpri.org [abgerufen am 22. Juli 2012]).
- Shun Medoruma: The Okinawa Peace Prize Fraud. In: Japan Focus. 15. Oktober 2002 (japanfocus.org).